# Tratatul de Neproliferare Nucleară
Tratatul de Neproliferare a Armamentului Nuclear, cunoscut și ca Tratatul de Neproliferare Nucleară (The Treaty on the Non-Proliferation of Nuclear Weapons, de asemenea Nuclear Non-Proliferation Treaty : NPT sau NNPT) este un tratat internațional, deschis spre semnare în data de 1 iulie 1968 pentru a limita răspândirea armamentului nuclear. 188 state suverane sunt părți ale tratatului, totuși două (India și Pakistan) din cele opt puteri nucleare confirmate (altfel spus, cele care au testat, în mod public, armament nuclear), și o putere nucleară neconfirmată (Israel) nu au semnat și nici nu au ratificat tratatul. O altă putere nucleară (Coreea de Nord) s-a retras. Tratatul a fost propus de Irlanda, iar Finlanda a fost prima țară care l-a semnat. În New York, pe data de 11 mai 1995, părțile semnatare ale tratatului au decis, prin comun acord să extindă tratatul pe o perioadă nedefinită și fără condiții.
Tratatul este adesea rezumat de cei trei piloni: non-proliferare, dezarmare, și dreptul de a utiliza tehnologia nucleară în mod pașnic.

## Pilonii tratatului

### Primul pilon: neproliferarea
NPT permite următoarelor cinci state deținerea armelor nucleare: Franța (a semnat în 1992), Republica Populară China (1992), Uniunea Sovietică (1968; obligațiile și drepturile sunt acum asumate de Rusia), Regatul Unit al Marii Britanii (1968) și Statele Unite (1968). Acestea au fost singurele state, care posedau acest tip de armament în perioada în care tratatul a fost deschis spre semnare. Aceste state sunt, de asemenea, cei cinci membri permanenți ai Consiliului de Securitate al Națiunilor Unite (United Nations Security Council).
Cele 5 state cu arme nucleare (Nuclear Weapons States : NWS) sunt de acord să nu transfere altor state tehnologie pentru „arme nucleare sau alte dispozitive explozive nucleare”, iar părțile non-NWS sunt de acord să nu procure sau să nu dezvolte armament nuclear.